# Eli’ezer bar Šim’on
Eli’ezer bar Šim’on (auch: Ele’azer bar Šim’on; geb. im 12. Jahrhundert; gest. nach 1223) war ein jüdischer Richter aus Mainz.
Bekannt blieb er vor allem, weil er einer der Unterzeichner der Taqqanot Qehillot Šum war, einer gemeinsamen Rechtssammlung der SchUM-Städte, der jüdischen Gemeinden von Speyer, Worms und Mainz. Für die Versammlungen der Gemeinden in Mainz 1220 und 1223 wird er als Vertreter der Gemeinde Mainz genannt. Zusammen mit Barukh bar Šemu’el und Nathan bar Yitsḥaq bildete er ein richterliches Dreier-Gremium. Von ihm sind Rechtsgutachten bekannt. Eine Korrespondenz zwischen ihm und Elieser ben Joel HaLevi aus Köln ist belegt.